# Cuarteto de cuerda n.º 20 (Mozart)
El Cuarteto de cuerda n.º 20 en re mayor, K. 499, fue compuesto en 1786 en Viena por Wolfgang Amadeus Mozart. Fue publicado por su amigo Franz Anton Hoffmeister, y a la vez escrito para él. Por eso, se dio a la obra el sobrenombre de Cuarteto Hoffmeister. Es, junto al n.º 1, el único de los cuartetos de cuerda de Mozart que no pertenece a una serie determinada.

## Estructura
Consta de cuatro movimientos:
1. Allegretto.
2. Menuetto: Allegretto, con trio (este último, en re menor).
3. Adagio, en sol mayor.
4. Allegro.

Esta obra, escrita entre los Cuartetos dedicados a Haydn (1782-1785) y los tres siguientes Cuartetos prusianos (1789-1790), previstos para ser dedicados al rey Federico Guillermo II de Prusia (no obstante, la primera edición no lleva ninguna dedicatoria), es a menudo polifónico de una manera que no es característica de la primera parte del periodo clásico. El menuetto y su trio son buenos ejemplos de esto, con la especie de canon breve e irregular que se da entre el primer violín y la viola en la segunda mitad de la parte principal del minueto, y las imitaciones dobles (entre los violines, y entre la viola y el violonchelo) que se dan en el trío.